# Route Adélie de Vitré 2007
La Route Adélie de Vitré 2007, dodicesima edizione della corsa e valida come evento del circuito UCI Europe Tour 2007 categoria 1.1, fu disputata il 6 aprile 2007, per un percorso totale di 197,8 km. Fu vinta dal francese Rémi Pauriol, al traguardo con il tempo di 4h38'12" alla media di 42,66 km/h.
Al traguardo 90 ciclisti portarono a termine il percorso.

## Ordine d'arrivo (Top 10)
| Pos. | Corridore           | Squadra         | Tempo    |
| ---- | ------------------- | --------------- | -------- |
| 1    | Rémi Pauriol        | Crédit Agricole | 4h38'12" |
| 2    | Aleksandr Chatuncev | Unibet.com      | s.t.     |
| 3    | Yann Huguet         | Cofidis         | a 15"    |
| 4    | Freddy Bichot       | Agritubel       | a 19"    |
| 5    | Maryan Hary         | Cofidis         | a 24"    |
| 6    | Jurij Trofimov      | Moscow Stars    | a 46"    |
| 7    | David Le Lay        | Bretagne        | a 50"    |
| 8    | Mathieu Drujon      | Auber 93        | a 1'23"  |
| 9    | Gil Suray           | Unibet.com      | s.t.     |
| 10   | Pierre Drancourt    | Bouygues Tél.   | a 1'26"  |